# Хайдаров, Вали
Вали Хайдаров (узб. Vali Haydarov; 1907—1993) — советский хозяйственный, государственный и политический деятель, Герой Социалистического Труда (1957).

## Биография
Родился в 1907 году в Ташкенте Сыр-Дарьинской области Туркестанского края. Член КПСС. С 1930 года — на хозяйственной, общественной и политической работе. В 1930—1962 годах — первый секретарь Папского, Янгикурганского районных комитетов КП Узбекистана, председатель Наманганского облисполкома, первый секретарь Уйчинского, Уч-Курганского районных комитетов КП Узбекистана. В июле 1962 года решением пленума ЦК КП Узбекистана переведен на должность парторга обкома Наманганского территориального производственного колхозно-совхозного управления.
Указом Президиума Верховного Совета СССР от 11 января 1957 года за выдающиеся успехи, достигнутые в деле развития советского хлопководства, широкое применение достижений науки и передового опыта в возделывании хлопчатника и получение высоких и устойчивых урожаев хлопка-сырца Хайдарову Вали присвоено звание Героя Социалистического Труда с вручением ордена Ленина и золотой медали «Серп и Молот».
После выхода на пенсию 1973 году назначен директором Наманганского хлопкоочистительного завода.
Избирался депутатом Верховного Совета Узбекской ССР 2-8-го созывов.
Награждён тремя орденами Ленина, орденами Октябрьской Революции, двумя орденами Трудового Красного Знамени, Красной Звезды.
Умер 21 апреля 1993 года.